# Ninków
Ninków (prononciation : [ˈniŋkuf]) est un village polonais de la gmina de Borkowice dans le powiat de Przysucha de la voïvodie de Mazovie dans le centre-est de la Pologne.
Il se situe à environ 6 kilomètres à l'est de Borkowice (siège de la gmina), 11 kilomètres au sud-est de Przysucha (siège du powiat) et à 102 kilomètres au sud de Varsovie (capitale de la Pologne).
Le village compte approximativement une population de 638 habitants en 2006.

## Histoire
De 1975 à 1998, le village appartenait administrativement à la voïvodie de Radom.